# Steven Cohen (artiste)
Pour les articles homonymes, voir Cohen.
Steven Cohen est un performeur, chorégraphe, danseur et plasticien né le 11 août 1962 en Afrique du Sud. Il a exposé et performé dans le monde entier, il vit aujourd’hui en France.

## Biographie
Né à Johannesburg en Afrique du Sud, arrivé en France en 2002, Steven Cohen se définit comme un artiste africain blanc juif et homosexuel.
Son travail dirige systématiquement l’attention sur ce qui est marginalisé par la société, à commencer par sa propre identité. Sa première performance daterait de 1968. Depuis, il n'a cessé de questionner, à travers des actions critiques, les rapports de genres et de dominations, notamment entre populations d'origine ethnique ou sociale antagonistes. Ses performances mettent en avant son corps travesti, maquillé, entravé, parfois dénudé. Il intervient tant dans l'espace public que dans des lieux institutionnels, galeries ou théâtres.
Dans Chandelier il traverse un bidonville de Johannesburg vêtu d’un lustre en 2001.
Steven Cohen se travestit ainsi, ou plutôt se métamorphose, en une créature aussi inquiétante que colorée. En faisant irruption sur scène ou dans l’espace public, il crée une brèche dans le quotidien et dans l’esprit, pour forcer à stopper les évidences et à faire face, ensemble, à l’indifférence qui gagne du terrain dans nos sociétés.
De 2003 à 2008 il a été artiste associé du Ballet Atlantique - Régine Chopinot, à la Rochelle.
En 2009, il est artiste en résidence au Baryshnikov Arts Center et au Center for Performance Research à New York.
En 2011, il partage la scène avec sa nounou dans The Cradle of Humankind.

### Controverses
En 2014, il a été condamné par le tribunal correctionnel de Paris pour exhibition à la suite d'une performance du 10 septembre 2013 intitulée Coq/Cock réalisée au Trocadéro à Paris. Bien que jugé coupable, le tribunal n'a pas prononcé de peine à l'encontre de l'artiste.

## Œuvres scéniques

### Performances et vidéos

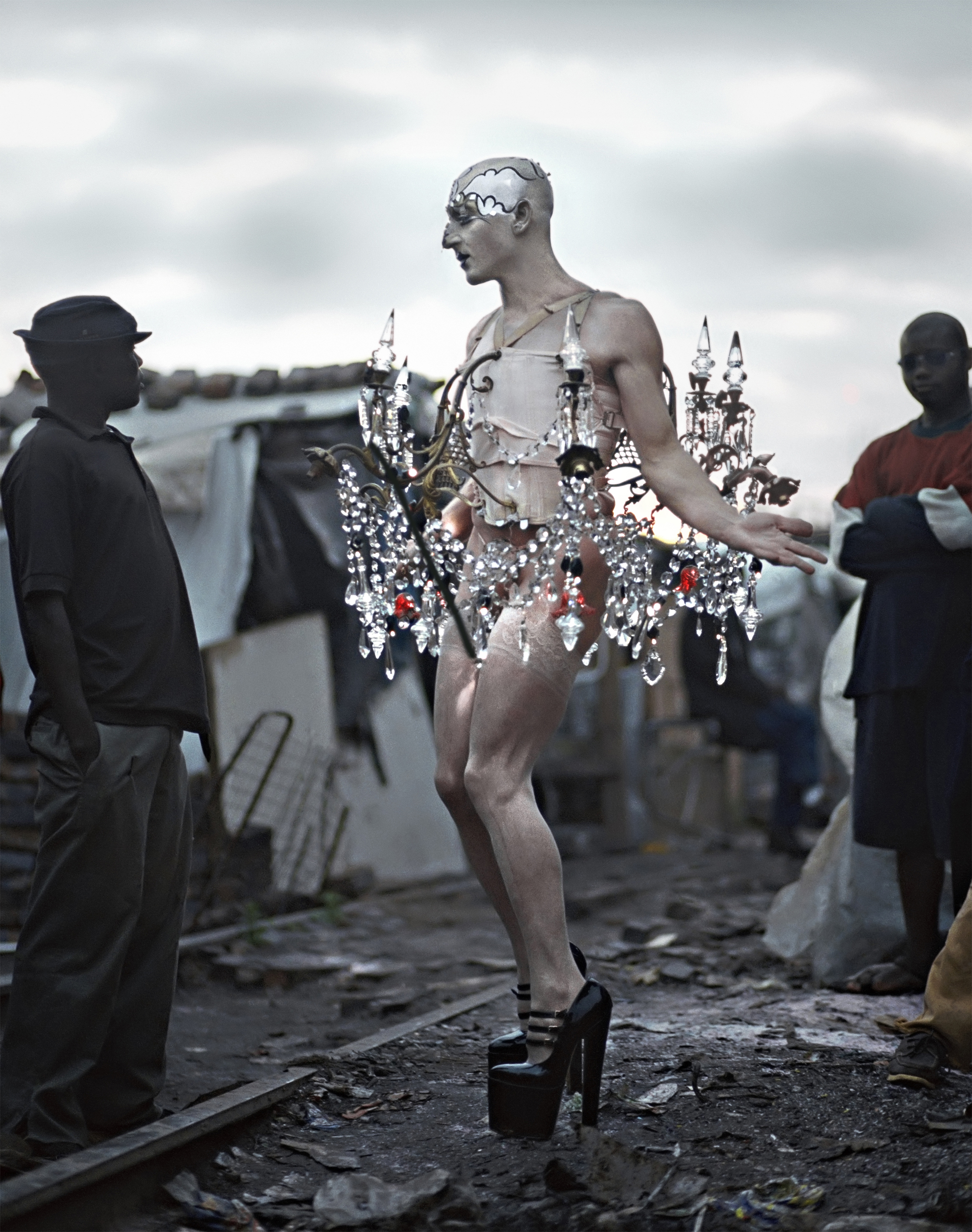
Steven Cohen : Chandelier, Johannesburg, 2001.

- Taste, Création le 12 août 1999, ICA Live Art Festival / ICA (Cape Town) et tournée[8]
- Chandelier : cette pièce existe sous forme de vidéo réalisée lors de la démolition d'un bidonville de Johannesburg[9] (en 2001) et de sa traduction en plateau sous forme de performance live. Chandelier sera jouée dès 2002, d'abord à Johannesburg (Playtime Festival, FNB Vita Dance Umbrella) puis en tournée internationale jusqu'en 2015 (En Estonie, à la première Triennale d'Aichi au Japon en 2010, au Théâtre des Bouffes du Nord à Paris[10], à Lyon[11], Quimper, Poitiers, Lille, Orléans[12], Armentières, Nancy, Le Mans, Tours, Toulouse, Bordeaux, Montpellier, en France, à Bruxelles en Belgique, dans la Cathédrale de St John the Divine à New-York[13], à Milan en Italie, à Berne en Suisse et à Sao Polo au Brésil, à Toronto au Canada)[réf. souhaitée].
- Broken Bird, 2006, Latitudes Contemporaines (Lille)
- I wouln't be seen dead in that !, 2006, Centre Pompidou[14]
- Dancing Inside Out, 2008, Festival d’automne au Centre Pompidou[15]
- Golgotha, 2008, Festival d’automne au Centre Pompidou et tournée
- The Cradle of Humankind, Création le 16 mars 2011, Festival d'Avignon, Festival d’automne au Centre Pompidou, TNBA et tournée[16]
- Title Withheld (For legal and ethical reasons), Création le 11 juillet 2012, Festival d'Avignon (Cour d'Honneur du Palais des Papes) et tournée

- Sphinctérographie, La Politique du trou du cul, Création le 13 septembre 2013, Festival d’automne et tournée
- Mene Mene Tekel uPharsin, Création le 22 novembre 2013, Festival Automne en Normandie (Rouen)

- Put Your Heart Under Your Feet… and Walk - à Elu : Une performance créée par Steven Cohen le 24 juin 2017 au Festival Montpellier Danse en mémoire de son compagnon danseur, Elu, décédé après vingt ans de vie commune[17]. En tournée internationale depuis et jusqu'en 2021, la pièce a notamment été jouée à Johannesburg et Grahamstown en Afrique du Sud, pays natal de l'artiste, à Lausanne et Bern en Suisse, à Jerusalem en Israël, à Montréal au Canada[18], à Vienne en Autriche, à Francfort et Dusseldorf en Allemagne, à Marseille, Toulouse, Lyon, Reims, Orléans, Poitiers, Annecy[19] puis, à l'occasion du Festival d’automne, à Bobigny à la MC93 et à Paris au Centre Pompidou[20].
- From Outside In, Création le 12 juillet 2021, Théâtre national de Bretagne et tournée, pièce conçue avec Mathilde Viseux, Amélie Gratias et Maxime Thébault ; dans laquelle Steven Cohen est performer de iBall[21]

- Boudoir, 2022, Festival d’automne au Centre Pompidou et tournée[22]

### Interprète
- 2003 : Mauvais genre de Alain Buffard[23]
- 2006 : O.C.C.C. de Régine Chopinot[24]
- 2008 : Cornucopiae de Régine Chopinot

## Expositions

### Expositions solo
- Alice in Pretoria, Market Gallery, Johannesburg, Afrique du Sud, 1988[25]
- The Living Room, Gallery on the Market, Johannesburg, Afrique du Sud, 1989
- Uneasy Chairs and Bitter Suites, Everard Read Contemporary, Johannesburg, Afrique du Sud, 1993
- The Toilet of Adventure (installation), Civic Art Gallery, Johannesburg, Afrique du Sud, 1994
- Camp Concentration, Hänel Gallery, Cape Town, Afrique du Sud, 1997
- But Me, I’m Sitting Pretty, Galerie Mikado, Luxembourg, 1998
- Material Boy, Galerie Dudelange-Ville, Luxembourg, 1998
- Nobody Loves a Fairy When She’s Forty, Goodman Gallery, Johannesburg, 1999
- Uninvited (with Elu), Center for Curatorial Studies at Bard College, Annandale-on-Hudson, New-York, 2006[26]
- Dancing Inside Out, Kunsthalle Wien Project Space Karlsplatz, Vienne, Autriche, 2006[27]
- F**ck Off and Die, Chapelle Fromentin, La Rochelle, France, 2008
- Life Is Shot, Art Is Long, Michael Stevenson, Cape Town, 2010[28]
- Magog, Stevenson, Cape Town, Afrique du Suda, 2012
- Free Jew is Cheap at Twice the Price, La Chaufferie, Strasbourg, France, 2015[29]
- Put your heart under your feet ... and walk !, Stevenson, Cape Town, Afrique du Sud, 2017
- There’s glitter in my soup !, Stevenson, Johannesburg, Afrique du Sud, 2019

### Expositions groupées
- Porn/Pawn, FIG Gallery, Johannesburg, 1989
- Urban Artefact, Newtown Gallery, Johannesburg, 1991
- Cape Town Triennial, national touring exhibition, South Africa, 1991
- Queer Art, FIG Gallery, Johannesburg Processed Image, Newtown Gallery, Johannesburg, 1992
- Erotica for Home and Garden, Newtown Gallery, Johannesburg, 1993
- State of the Art, Everard Read Contemporary, Johannesburg, 1994
- Vita Art Now, Johannesburg Art Gallery, Johannesburg, 1994
- Inside Out, Africus : First Johannesburg Biennale, Johannesburg Art Gallery, Johannesburg, 1995
- Colours : Kunst aus Sud-Afrika, Haus der Kulturen Der Welt, Berlin, Allemagne, 1996
- National Gay and Lesbian Art Exhibition, Bloemfontein, Johannesburg, Cape Town, 1996
- Lifetimes: Art from Southern Africa, Out of Africa Festival, Munich, Allemagne, 1997
- Body Politics, Wits University, Johannesburg, 1998
- FNB Vita Art Prize, Sandton Civic Gallery, Johannesburg, 1998
- Postcards from South Africa, Axis Gallery, New York, 1999
- Emergence, national touring exhibition, South Africa, 1999
- Distinguished Identities, State University of New York at Stony Brook, New York, 2000
- Personal Affects: Power and poetics in contemporary South African art, Museum for African Art and Cathedral of St John the Divine, New York, 2004
- Personal Affects: Power and poetics in contemporary South African art, Museum of Contemporary Art, Honolulu, HI, USA, 2006
- Rencontres Internationales, Paris, France 10th Biennale Bandits-Mages, Bourges, France, 2007
- Rightfully Yours, Barnicke Gallery, University of Toronto, Canada, 2007
- Spier Contemporary 2007, Spier Estate, Stellenbosch, South Africa, 2007
- Under Pain of Death, Austrian Cultural Forum, New York, 2008
- The Enterprise of Art, Pallazzo Delle Arte, Naples, Italie, 2008
- Rencontres Internationales, Berlin et Madrid, 2008
- Spier Contemporary, Johannesburg Art Gallery, Johannesburg, 2008
- Too Close for Comfort, Goethe-Institut, Johannesburg, 2008
- Radical Drag, SAW Gallery, Ottowa, Canada Disguise : The art of attracting and deflecting attention, Michael Stevenson, Cape Town, 2008
- Gender, (Trans) Gender and (De) Gendered, special project of the Havana Biennale, Cuba, 2009
- Life Less Ordinary: Performance and display in South African art, Djanogly Gallery, Nottingham, Royaume-Uni, 2009
- Dada South ?, Iziko South African National Gallery, Cape Town, 2009
- Life Less Ordinary : Performance and display in South African arc, Ffotogallery, Cardiff, Pays de Galles, 2010
- Alterating Conditions : Performing performance art in South Africa, GoetheonMain, Johannesburg, Afrique du Sud, 2011
- Space, Ritual, Absence : Liminality in South African visual art : FADA Gallery, University of Johannesburg, Afrique du Sud, 2011
- ARS 11, Kiasma Museum of Contemporary Art, Helsinki, Finlande, 2011
- Lens: Fractions of Contemporary Photography and Video in South Africa, Stellenbosch University Art Gallery, Afrique du Sud, 2011
- Beguiling : The Self and the Subject, Irma Stern Museum, Cape Town, Afrique du Sud, 2011
- Neither Man Nor Stone, Iziko South African National Gallery, Cape Town, Afrique du Sud, 2011
- No Fashion, Please : Photography between Gender and Lifestyle, Kunsthalle Wien, Vienne, Autriche, 2011
- 11th Havana Biennale, Cuba, 2012
- Revolution vs Revolution, Beirut Art Centre, Lebanon, Liban, 2012
- Collection on Display I. Sites of Art, Museum der Moderne, Rupertinum, Salzburg, Autriche, 2012
- My Joburg, La Maison Rouge, Paris; Staatliche Kunstsammlungen Dresden, Allemagne, 2013
- A Sculptural Premise, Stevenson, Cape Town, Afrique du Sud, 2013
- Black Milk : Holocaust in Contemporary Art, Museum for Contemporary Art, Roskilde, Dannemark, 2014
- Josephine Baker and Le Corbusier in Rio - A Transatlantic Affair, Museu de Arte do Rio, Rio de Janeiro, Brésil, 2014
- Disguise: Masks and Global African Art, Seattle Art Museum, Seattle, Washington DC, USA, 2015
- Chercher le garçon, Musée d'Art Contemporain du Val-de-Marne, France, 2015
- Auspicious Celebration of Lives: Performance of Encounters, Oita Prefectural Art Museum, Oita, Japon, 2016
- Day for Night: The video collection of Antoine de Galpert, Le SHED Centre d’art contemporain de Normandie, Rouen, France, 2016
- When Tomorrow Comes, Wits Art Museum, Johannesburg, Afrique du Sud, 2016
- Michaelis Galleries, Cape Town, Afrique du Sud, 2016
- Disguise: Masks and Global African Art, Brooklyn Museum, New York, USA, 2016[30]
- SEX, Stevenson, Johannesburg, Afrique du Sud, 2016
- A Place in Time, Nirox Sculpture Park, Afrique du Sud, 2016
- Traversées Ren@rde, Transpalette Centre d'Art, Bourges, France, 2017[31]
- Tous, des sang-mêlés (All, mixed-bloods), MAC VAL Musée d’art contemporain du Val-de-Marne, France, 2017
- About Face, Stevenson, Cape Town, Afrique du Sud, 2018
- Hacer Noche (Crossing Night), Oaxaca, Mexique, 2018
- Both, and, Stevenson, Cape Town, Afrique du Sud, 2018
- Bodies in Conflict, WARM festival, Sarajevo, Bosnie Herzégovinne, 2018
- EVA International, Irish Biennial of Contemporary Art, Limerick, Irlande, 2018[32]
- 9 IncarNations: African Art as Philosophy, BOZAR Centre for Arts; Brussels, Belgique, 2019[33]
- Lignes de vies – une exposition de légendes (Lines of Lives - an exhibition of legends, Musée d'Art Contemporain du Val-de-Marne, Vitry-sur-Seine, France, 2019[34]

## Distinctions
- VITA Art Now, en 1993

- Prix du Momentum Life, en 1993

- FNB VITA, en 1998

- Prix du Ampersand Foundation Fellowship, New York City de 2003 à 2004.
- GRAND TOPOR PANIQUE, remis au Théâtre du Rond-Point par Agathe Berman, 2018